# 赫爾山
85°45′S 149°32′W / 85.750°S 149.533°W
赫爾山（英語：Mount Herr）是南極洲的山峰，位於瑪麗伯德地，屬於塔普利山脈的一部分，海拔高度1,730米，以美國海軍的上尉命名，現時由南極條約體系管理。